# Oberea quianga
Oberea quianga là một loài bọ cánh cứng trong họ Cerambycidae.